# Doctrina et Amicitia

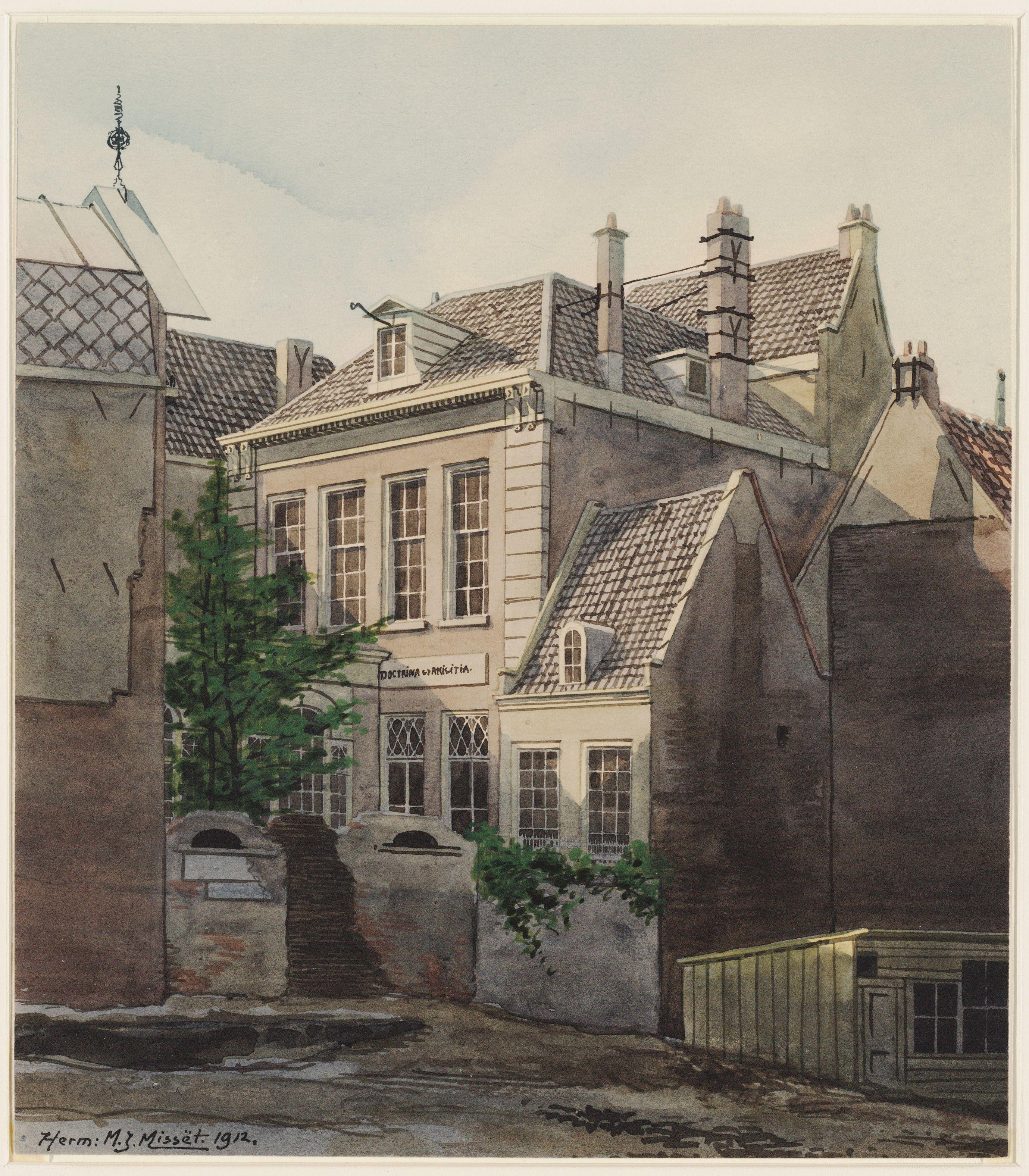
Tekening van het gebouw door Herman Misset (1912)

Doctrina et Amicitia was een Amsterdams leesgezelschap dat in 1788 werd opgericht.
Na de Oranjerestauratie van 1787 mochten de niet uitgeweken patriotten geen politieke bijeenkomsten meer houden. Zo werd de in 1783 opgerichte "Vaderlandsche Sociëteit", die net in het voorjaar van 1787 in de Kalverstraat (huidige nummers 4-8) aan de bouw van een eigen clubhuis begonnen was, gesloten. De Amsterdamse stadsregering stond echter nog wel leesgezelschappen toe. Gebruikmakend van deze mogelijkheid richtte men een jaar later Doctrina et Amicitia op. De ledenlijst kwam redelijk overeen met die van de Vaderlandsche Sociëteit. De leden waren veelal afkomstig uit de Amsterdamse gegoede klasse. Eén van de oprichters was Huibert Bastert (1748-1806). In 1788-1790 werd het pand aan de Kalverstraat alsnog voltooid, mogelijk door de patriotsgezinde architect Pierre Esaie Duyvené. Al in 1802 moest het voorhuis wegens bouwvalligheid door een nieuw naar ontwerp van Abel Langerhuizen worden vervangen; dit gedeelte onderging in 1910 een grondige verbouwing. 
In de periode voor 1795 speelden een aantal leden van het genootschap een belangrijke rol bij de totstandkoming van de Bataafse Republiek. Drie voorbeelden hiervan zijn Rutger Jan Schimmelpenninck, Alexander Gogel en Samuel Iperusz. Wiselius.
Na 1795 richtte men zich weer meer op het officiële doel van leesgezelschap. Doctrina et Amicitia had een bibliotheek met 8000 titels, waarvan een groot deel bewaard is gebleven. In 1922 fuseerde Doctrina et Amicitia met De Groote Club. Kort daarop werd het pand in de Kalverstraat tot winkel ingericht en van een nieuwe onderpui voorzien.
Buitengewoon honoraire leden:
- 1818- Z.K.H. de Prins van Oranje, later Z.M. Koning Willem II
- 1822- Z.K.H. Prins Frederik der Nederlanden
- 1852- Z.M. Koning Willem III
- 1902- Z.K.H. Prins Hendrik der Nederlanden